# Escuela de Idiomas (UdeA)
La Escuela de Idiomas es una unidad académica de la Universidad de Antioquia -UdeA-, se encuentra ubicada en la Ciudad Universitaria, campus ubicado en la ciudad colombiana de Medellín, en Colombia. Se dedica por medio del estudio, la producción, la investigación y la aplicación de los conocimientos en el campo de los idiomas para formar profesionales a nivel de pregrado y de posgrado, idóneos con criterios de excelencia académica, éticos y de responsabilidad social. Además, desarrolla y promueve actividades de docencia y extensión. Igualmente, promueve el establecimiento de relaciones académicas tanto nacionales como internacionales. Además, está entre los 3 puntajes de corte más altos de la Universidad de Antioquia, acompañado de Medicina y Traducción.

## Historia
La Escuela de Idiomas tuvo sus raíces en el Instituto Filológico de Idiomas (1942), donde se ofrecía con rigor formación en lenguas clásicas y modernas, con un fondo humanista muy inclinado hacia los estudios literarios, y con la función de formar docentes para la educación secundaria. En 1954 se creó y se consolidó la Facultad de Educación, con un núcleo de asignaturas en lenguas extranjeras con el nombre de Programa de Filología. Posteriormente, mediante el Acuerdo N.º 14 del 14 de octubre de 1960, del Consejo Directivo de la Universidad, se creó el Departamento de Inglés, como dependencia de la Rectoría y cuya misión era ofrecer cursos en lenguas extranjeras tanto para el Programa de Formación de Docentes en Lenguas administrado por la Facultad de Educación, como para las demás facultades que requerían el idioma extranjero en sus planes de estudio. En 1967, el Departamento de Inglés entró a hacer parte de la Facultad de Ciencias y Humanidades, con el nombre de Departamento de Lenguas Modernas y con un programa propio denominado Licenciatura en Humanidades: área mayor inglés.
El inglés desplazó a las demás lenguas extranjeras como el francés, el alemán y el italiano, en parte, por la gran influencia que tuvo Estados Unidos sobre los países de América Latina en aquella época, en particular en la educación superior, y más específicamente porque en el Departamento de Lenguas Modernas los jefes fueron casi todos estadounidenses, debido a los convenios internacionales, como la Alianza para el Progreso, durante los 70's. Igualmente, en 1968 el Departamento contó con un gran número de profesores extranjeros. Se estableció un convenio con la Universidad de West Virginia, lo que generó un importante intercambio de profesores de esa Universidad y del Departamento, quienes viajaron a Estados Unidos a hacer estudios de maestría. Por otra parte, el Voluntaries Overseas Service del Reino Unido también aportó profesores nativos del inglés al cuerpo docente del Departamento. Todo este personal foráneo marcó un aire muy anglosajón y fortaleció la unidad académica, resaltando su presencia en la Universidad.
De la Facultad de Ciencias y Humanidades se origina la Facultad de Ciencias Humanas (1980). El Departamento de Lenguas Modernas pasó a denominarse Departamento de Idiomas, y la Licenciatura en Humanidades: área mayor Inglés, tuvo cambios en su plan de estudios, en su nombre (Idiomas: Inglés-Francés, Programa 473) y en el título que otorgaba (Profesional en idiomas: Inglés-Francés).
En 1990 se creó la Escuela de Idiomas, mediante Acuerdo N.º 165 del 19 de diciembre. Este Acuerdo fija sus funciones y su estructura administrativa. El Programa 473, Idiomas: Inglés - Francés figura como uno de los pregrados de la nueva dependencia y con el transcurso de los años cambiaron su plan de estudios y su nombre; hoy en día se denomina Traducción: Inglés-Francés-Español, Programa 474 y otorga el título de Traductor Inglés-Francés-Español.

## Íkala, Revista de Lenguaje y Cultura
Íkala, revista de lenguaje y cultura, es una publicación académica seriada y es en sí, la revista emblemática de la Escuela, creada en 1996 como medio de expresión de la empresa editorial de la Escuela de Idiomas de la Universidad de Antioquia.
Su trabajo se enfoca en divulgar las tendencias, las experiencias y los resultados de la teorización y aplicación del conocimiento en lenguas y culturas, tanto nativas como extranjeras. Por ello, Íkala es un medio difusor de los trabajos de investigación y académicos de los miembros de la Escuela de Idiomas para la comunidad nacional e internacional.
Por ser de una publicación de lenguaje y cultura, Íkala acoge una gran variedad de temas: la cultura de los pueblos en que se hablan las lenguas modernas, la enseñanza y el aprendizaje de las lenguas, la traducción, el bilingüismo, la lingüística, etc.

## Investigación
- Grupo de Investigación en Terminología y Traducción: Este grupo clasificado en la categoría A por Colciencias,[1] busca profundizar en la teoría y aplicaciones de la terminología y la traducción/interpretación especializadas como disciplinas científicas interrelacionadas con los lenguajes profesionales por áreas, las ciencias de la información y documentación, las actividades de docencia, investigación y formación avanzada en traducción, interpretación y terminología, en la región y en el país, generando procesos de formación de investigadores. Así mismo propende por las políticas de armonización y normalización conceptual.

- Grupo de Investigación en Traductología: Este grupo clasificado en la categoría A por Colciencias,[1] fue creado en 1998 y tiene como objetivo estimular la reflexión y la práctica de la Traducción Humanística respondiendo a las preguntas: qué es traducir, cuál es el lugar que ocupa la traducción en el desarrollo e intercambio de procesos histórico-culturales, en qué consiste la operación de traducir, abordando problemas prácticos de traducción que lleven a la reflexión sobre el impacto de un texto traducido sobre la comunidad lectora. Además, han trabajado en varias líneas de carácter humanístico sin que esto les impidan el ingreso de nuevas tecnologías.

- Grupo de Investigación en Enseñanza y Aprendizaje de Lenguas Extranjeras: Este grupo clasificado en la categoría C por Colciencias,[2] fue creado en 1999 y desde entonces el grupo viene investigando en proyectos que cubren los problemas teóricos de la enseñanza y del aprendizaje de idiomas extranjeros en Colombia, con los siguientes objetivos:

- Contribuir al desarrollo de la investigación científica de los procesos de enseñanza y aprendizaje de las lenguas extranjeras en Colombia y en la comunidad internacional.
- Proponer políticas de planeación para la enseñanza de las lenguas extranjeras y la formación de docentes en la región y en el país.
- Proponer programas de formación y desarrollo profesional para los docentes de lenguas extranjeras del área metropolitana de Medellín, el departamento de Antioquia y el país.

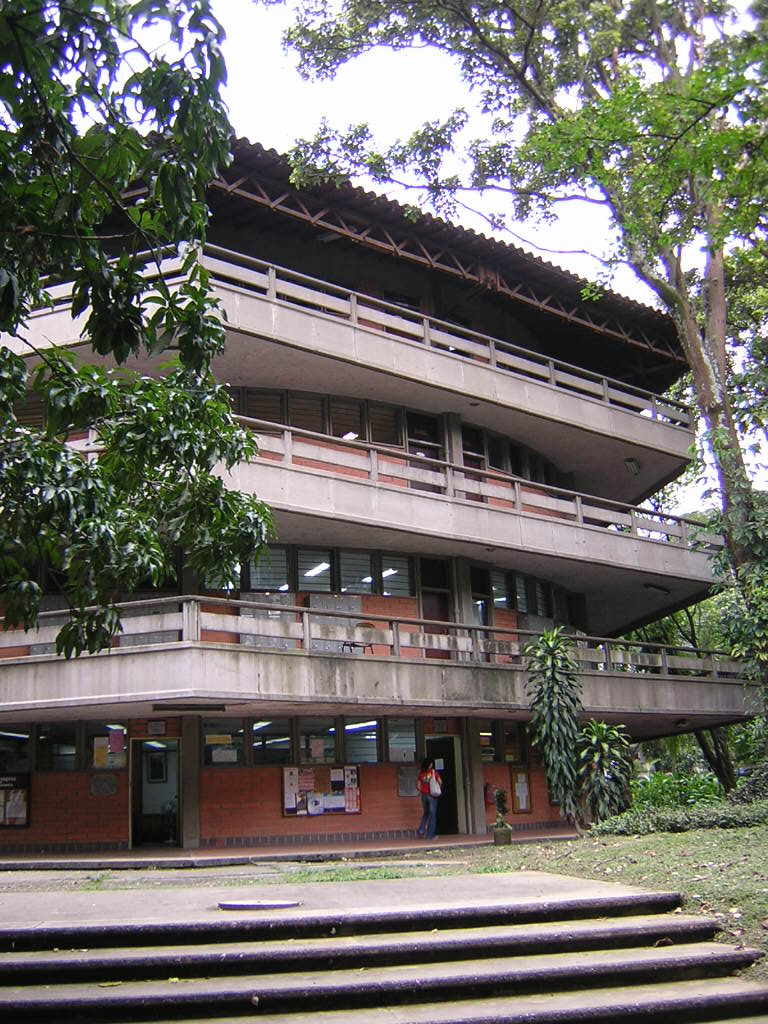
Bloque 11 sede de la Escuela.

- Grupo de Investigación, Acción y Evaluación en Lenguas Extranjeras: Este grupo clasificado en la categoría C por Colciencias,[2] su nombre tiene dos componentes que hacen referencia al tipo de investigación que realizan, a saber: Investigación Acción e Investigación Evaluativa. 
En cuanto a la "Investigación Acción" se enfocan en la detección de problemas en la práctica docente cotidiana, a los cuales les buscan soluciones por medio de estrategias de acción, llevadas a cabo y evaluadas de una forma sistemática en el marco de un trabajo participativo con la comunidad académica afectada.
En cuanto a la "Evaluación", buscan por medio de este término abarcar una proyección de grupo, permitiendo incluir actividades de extensión en diferentes tipos de evaluación: curricular, profesoral, institucional.
La evaluación incluye la recopilación y el análisis de datos en torno a un proyecto, programa, u organización con el fin de realizar un diagnóstico y proponer recomendaciones para la toma de decisiones en torno al mejoramiento de una situación.

- Grupo de investigación en traducción literaria: Este grupo se creó el 1 de noviembre de 2006 como respuesta al requerimiento de aumentar el estudio de la práctica traductiva tanto en la Escuela de Idiomas de la U. de A. como en Colombia. Su objetivo no solo abarca las investigaciones en el área de la traducción que sirvan para reflexionar sobre el desarrollo de la traducción literaria en Colombia, sino que también se enfoca en complementar los estudios llevados a cabo por los otros Grupos de Investigación con que cuenta la Escuela y colaborar en el proceso de creación y progreso de los cursos cuyos programas sean la base para el crecimiento, tanto académico como investigativo, de la Escuela de Idiomas.

- Pedagogía y Didáctica de las Lenguas Extranjeras: Este grupo de investigación se enfoca en el estudio de temas relacionados con la enseñanza de las lenguas extranjeras desde un punto pedagógico y didáctico. Pedagógico en tanto será preocupación del grupo la reflexión sobre las prácticas educativas en las lenguas extranjeras, pues por medio de ellas se desea favorecer procesos de formación integral en la personalidad de los estudiantes. Didáctico en tanto el grupo considerará como objetos privilegiados de investigación los procesos de enseñanza y de aprendizaje de las lenguas extranjeras, muy especialmente dentro del marco del programa de la licenciatura en este saber específico. Es del interés del grupo en general, articular en sus procesos de investigación, los marcos teóricos y metodológicos de la Didáctica específica de las lenguas extranjeras con los propios de la Pedagogía y la Didáctica en general.

## Programas
Pregrado
- Traducción Inglés - Francés - Español

El programa Traducción inglés-francés-español forma traductores del francés y del inglés al español en textos escritos. Otorga el título de Traductor inglés-francés-español. Tiene una duración de 8 semestres. Se ofrece con metodología presencial y jornada diurna.
Perfil del egresado: el egresado del programa Traducción inglés-francés-español está preparado para traducir de manera escrita en las lenguas de formación. Posee conocimiento en las nuevas tecnologías de la información y de la comunicación, así como de la terminología y la documentación como herramientas fundamentales para las labores específicas de traducción. En el área de la investigación, se integra a grupos interdisciplinarios, genera y ejecuta proyectos de investigación que tengan como objeto la generación de conocimientos y la solución de problemas del área del saber.
- Licenciatura en Lenguas Extranjeras con Énfasis en Inglés y Francés

El programa de Licenciatura en Lenguas Extranjeras tiene como objetivo general la formación de educadores en lenguas extranjeras (Inglés-Francés), cuya disciplina fundante sea la pedagogía. Nuestros educadores serán poseedores y promotores de una actitud crítico-reflexiva propia de la investigación pedagógica que los conduzca a ser constructores de una formación permanente, generadores de altos valores humanos y transformadores de la realidad educativa y social a través de la solución de problemas para mejorar la calidad de vida.
El educador formado en este programa:
- Reconceptualizará los contenidos del saber pedagógico a través de su práctica educativa.
- Conocerá los principios de la enseñanza de lenguas extranjeras dentro de los distintos contextos de su realidad educativa.
- Tendrá un conocimiento del proceso de adquisición de lenguas extranjeras para guiar los procesos de aprendizaje de sus educandos.
- Desarrollará su lengua materna dándole valor a la misma a través de su buen uso.
- Comprenderá los factores que intervienen en los diferentes estilos de vida de los pueblos y que determinan sus particularidades y sus relaciones en una sociedad humanista y pluralista.
- Demostrará un nivel avanzado de competencia comunicativa en las lenguas extranjeras (Inglés-Francés).

- Programa Multilingüa

Multilingua es un programa académico de la Rectoría y de la Escuela de Idiomas, creado en 1997 como parte de la estrategia básica de la política de internacionalización de la Universidad. La misión del Programa es enseñar lenguas y culturas extranjeras a miembros de la comunidad universitaria, especialmente a los estudiantes de pregrado, dentro de un ambiente que propicie el desarrollo de las competencias comunicativas y promueva el aprendizaje autónomo apoyado por las nuevas tecnologías. Los idiomas enseñados son: Inglés, francés, alemán, italiano, chino mandarín, portugués, japonés y turco.
El Programa Multilingua ofrece diferentes horarios para que los estudiantes cursen el idioma de su preferencia en sesiones presenciales de cuatro horas semanales. Por lo tanto, quienes deseen participar del programa deben disponer de dicho tiempo para asistir a las clases y de por lo menos dos horas extras para estudio independiente que lo constituyen tareas, talleres y preparación de exámenes. Este servicio es gratuito.
El Programa Multilingua está dirigido en su esencia a los estudiantes de pregrado de la Universidad de Antioquia; sin embargo, en él se permite que docentes de cátedra, ocasionales y de tiempo completo así como personal administrativo y personal jubilado de la universidad accedan a los cursos teniendo en cuenta que están sujetos a la disponibilidad de cupos que haya en el momento de inscripción.

Posgrado
- Maestría en Traducción (Profundización o Investigación)
- Maestría en Enseñanza y Aprendizaje de Lenguas Extranjeras

## PIFLE (Programa Institucional de Formación en Lengua Extranjera)
El Programa Institucional de Formación en Lengua Extranjera - PIFLE- UdeA es el programa que busca promover el aprendizaje de una lengua extranjera en toda la comunidad universitaria. El PIFLE implementa la Política de Competencia en Lengua extranjera de la Universidad de Antioquia, Acuerdo Académico 467 del 4 de diciembre de 2014.
La Política  de Competencia de Lengua extranjera para los estudiantes de pregrado de la UdeA, establece oficialmente el inglés como lengua extranjera obligatoria, puesto que se ha convertido en el lenguaje más usado en el ámbito académico y científico del mundo contemporáneo.

### Programas
- Programa Institucional de Inglés

- Multilingua

La misión del Programa Multilingua es enseñar lenguas y culturas extranjeras y ancestrales locales, a miembros de la comunidad universitaria dentro de un ambiente que propicie el desarrollo de las competencias comunicativas e interculturales, promoviendo el aprendizaje autónomo apoyado por las nuevas tecnologías.